# Lagunillas (San Luis Potosí)
Lagunillas è una municipalità dello stato di San Luis Potosí, nel Messico centrale, il cui capoluogo è la omonima località.
Conta 5.774 abitanti e ha una estensione di 539,68 km².